# Ciclo di Dune
Il Ciclo di Dune è una serie di otto romanzi di fantascienza pubblicati fra il 1965 e il 2007. I primi sei romanzi (usciti tra il 1965 e il 1985) sono stati scritti da Frank Herbert, mentre gli ultimi due (messi alle stampe nel 2006 e nel 2007) sono stati scritti da Brian Herbert, figlio di Frank, e Kevin J. Anderson, sulla base di informazioni lasciate da Frank Herbert prima della sua morte.
Il ciclo è ambientato prevalentemente sul pianeta Arrakis, chiamato anche "Dune", una landa desertica e inospitale, unico luogo nella galassia in cui è possibile la produzione, la raccolta e la raffinazione del Melange o Spezia, una preziosa e insostituibile sostanza psichedelica che, permettendo il viaggio interstellare e conferendo il dono della premonizione, risulta fondamentale per la struttura economica della società galattica, organizzata in modo simil-feudale attorno al Landsraad, all'Impero e alle Gilde. Arrakis e la sua complessa ecologia fanno da sfondo alla sfida per il controllo del pianeta, narrata inizialmente tra la dinastia Atreides e quella Harkonnen.
Il primo romanzo Dune, e in generale l'intera serie di Herbert, hanno influenzato profondamente gli ideatori di mondi fantascientifici, a cominciare da Guerre stellari, per stessa ammissione di George Lucas. Con l'ingresso sempre più importante degli effetti speciali nel cinema statunitense, nel 1984 venne prodotto un film, Dune, diretto da David Lynch, che cercò di condensare in 137 minuti l'intera vicenda del primo romanzo. In seguito al film vennero prodotti anche numerosi videogiochi, di cui è particolarmente rilevante Dune II: The Battle for Arrakis del 1992, in quanto capostipite del genere dei videogiochi strategici in tempo reale, mentre nel 2000 venne realizzata una miniserie televisiva, Dune - Il destino dell'universo, seguita nel 2003 da I figli di Dune, tratta dal secondo e terzo romanzo del ciclo.
Dopo la morte di Frank Herbert, suo figlio Brian e lo scrittore di fantascienza Kevin J. Anderson produssero alcuni libri ambientati negli anni precedenti il Ciclo (raccolti in Il preludio a Dune) e negli anni del Jihad Butleriano (raccolti nel ciclo Legends of Dune), basandosi sugli appunti di Frank Herbert, scoperti una decina di anni dopo la sua morte. Nel 2006 e nel 2007 scrissero inoltre il penultimo e l'ultimo volume della saga, I cacciatori di Dune e I vermi della sabbia di Dune, che nei piani di Herbert padre avrebbero dovuto costituire un unico romanzo, dal titolo provvisorio di "Dune 7". Tra il 2021 e il 2024 il regista Denis Villeneuve realizza una nuova versione cinematografica del primo romanzo, suddivisa in due film, Dune e Dune - Parte due.

## Ciclo di Dune

### Romanzi
- Frank Herbert, Dune (Dune, 1965)
- Frank Herbert, Messia di Dune (Dune Messiah, 1969)
- Frank Herbert, I figli di Dune (Children of Dune, 1977)
- Frank Herbert, L'imperatore-dio di Dune (God Emperor of Dune, 1981)
- Frank Herbert, Gli eretici di Dune (Heretics of Dune, 1984)
- Frank Herbert, La rifondazione di Dune (Chapterhouse Dune, 1985)
- Brian Herbert, Kevin J. Anderson, I cacciatori di Dune (Hunters of Dune, 2006)
- Brian Herbert, Kevin J. Anderson, I vermi della sabbia di Dune (Sandworms of Dune, 2007)

### Racconti
- Frank Herbert, La strada per Dune (The Road to Dune, tratto da Eye, 1985, edizione italiana del 1990 per Interno Giallo), racconto contenuto in un'antologia prevalentemente non correlata al ciclo di Dune
- Brian Herbert, Kevin J. Anderson,  Sands of Dune (inedito in italiano), antologia di racconti interamente correlati al ciclo di Dune

## Ambientazione
L'universo immaginario di Dune è l'ambientazione politica, fantascientifica e sociale basata sul ciclo di Dune di F. Herbert. Si tratta di uno degli universi immaginari più complessi, coerenti e dettagliati della fantascienza.
Il ciclo è ambientato prevalentemente sul pianeta Arrakis, chiamato anche Dune, una landa desertica e inospitale, unico luogo di produzione, raccolta e raffinazione del Melange o Spezia, una preziosa e insostituibile sostanza, fondamentale per la struttura simil-feudale della società galattica, organizzata attorno al Landsraad, un sistema politico simil-feudale, all'Impero e alle Gilde. Arrakis e la sua complessa ecologia fanno da sfondo alla sfida per il controllo del pianeta, narrata inizialmente tra la dinastia Atreides e quella Harkonnen.
Gli eventi narrati in Dune avvengono 24.000 anni nel futuro (26.391 d.C.) e l'intero ciclo di romanzi arriva a coprire circa 16.000 anni di narrazione discontinua.

## Opere derivate

### Il preludio a Dune
Trilogia di romanzi di Brian Herbert e Kevin J. Anderson ambientati alcuni anni prima degli eventi narrati nella serie originaria. 
- Dune: House Atreides, 1999. Pubblicato in Italia in due volumi: Il preludio a Dune: Casa Atreides, 2001, e Il preludio a Dune 2: Il duca Leto, 2003.
- Dune: House Harkonnen, 2000. Pubblicato in Italia in due volumi: Il preludio a Dune 3: I ribelli dell'impero, 2003, e Il preludio a Dune 4: Vendetta Harkonnen, 2004.
- Dune: House Corrino, 2001. Inedito in Italia per molti anni. Pubblicato infine come Casa Corrino il 10 maggio 2022 in Preludio a Dune, un Oscar Draghi Mondadori (EAN: 9788804750451) contenente anche la ristampa dei due titoli precedenti che per l'occasione sono stati rinominati come Casa Atreides e Casa Harkonnen.

### Legends of Dune (Leggende di Dune)
Seconda trilogia di Brian Herbert e Kevin J. Anderson ambientata agli albori della civiltà di Dune durante il periodo di guerra contro le macchine pensanti denominato Jihad Butleriano. 
- Dune: The Butlerian Jihad, 2002.
- Dune: The Machine Crusade, 2003.
- Dune: The Battle of Corrin, 2004.

L'edizione italiana dell'intera trilogia è stata pubblicata da Mondadori come Oscar Draghi il 21 novembre 2023 con il nome "Leggende di Dune" (EAN: 9788804757849) e comprende:
- Dune: Il Jihad Butleriano, 2002
- Dune: La crociata delle macchine, 2003.
- Dune: La battaglia di Corrin, 2004.

### Heroes of Dune
Progettata come una tetralogia interquel di Brian Herbert e Kevin J. Anderson che avrebbe analizzato alcuni personaggi della serie, è poi stata lasciata in forma di trilogia della quale i primi due romanzi sono inediti in Italia.
- Paul of Dune, 2008.
- The Winds of Dune, 2009.
- La principessa di Dune, 2023.

I due romanzi originariamente previsti dopo The Winds of Dune sarebbero stati The Throne of Dune (precedentemente pensato col titolo Irulan of Dune) e Leto of Dune (successivamente pensato col titolo The Golden Path of Dune), ma nel 2010 verranno annunciati come titoli sospesi in favore della trilogia Schools of Dune, successivamente rinominata Great Schools of Dune.
Nel 2023 l'editore Fanucci ha pubblicato La Principessa di Dune (Princess of Dune, 2023) sempre a nome di Brian Herbert e Kevin J. Anderson, che sostituisce il volume annunciato e mai pubblicato The Throne of Dune, incentrato sui personaggi Irulan e Chani.
Inoltre il volume Preludio a Dune in Oscar Draghi ha pubblicato il racconto Seta Nuziale presentato come un frammento di Paul of Dune eliminato dalla versione finale del romanzo.

### Great Schools of Dune
Trilogia sequel di Legends of Dune in cui si racconta la nascita delle confraternite presenti nei romanzi successivi: il Bene Gesserit, i Mentat, la Gilda e l'Impero della casata Corrino. L'edizione italiana dell'intera trilogia verrà pubblicata da Mondadori come Oscar Draghi il 4 marzo 2025 con il nome "Grandi Scuole di Dune".
- La sorellanza di Dune, 2012.
- Mentat di Dune, 2014.
- Navigatori di Dune, 2016.

A questi tre titoli si aggiunge Dune: Red Plague (2016), romanzo breve.

### The Caladan Trilogy
Trilogia che si focalizza sui personaggi del Duca Leto, Lady Jessica e Paul Atreides. A ottobre del 2020 è comparso il primo volume, dedicato al Duca Leto. A novembre 2021 è stato pubblicato in italiano il secondo capitolo della trilogia, con protagonista Lady Jessica. A luglio 2024 è stato pubblicato in italiano il terzo volume, dedicato a Paul Atreides.
- Dune: Il duca di Caladan, 2020 (The Duke of Caladan, 2020), traduzione di Stefano Giorgianni, Mondadori, 31 agosto 2021, ISBN 978-8804742005.
- Dune: La lady di Caladan, 2021 (The Lady of Caladan, 2021), traduzione di Stefano Giorgianni, Mondadori, 30 novembre 2021, ISBN 978-8804744450.
- Dune: L'erede di Caladan, 2022 (The Heir of Caladan, 2022), traduzione di Stefano Giorgianni, Mondadori, 9 luglio 2024, ISBN 978-8804757863.

### Racconti ambientati nell'universo di Dune
Brian Herbert e Kevin J. Anderson hanno scritto alcuni racconti ambientati nell'universo fantascientifico di Dune, in massima parte non tradotti in italiano.
- Dune: A Whisper of Caladan Seas, 2001.
- Dune: Hunting Harkonnens, 2002.
- Dune: Whipping Mek, 2003.
- Dune: The Face of Martyr, 2004.
- Dune: Sea Child, 2006.
- Dune: Treasure in the Sand, 2006.
- Dune: Wedding Silk, 2011. - edizione italiana come Seta Nuziale nel volume Preludio a Dune, Mondadori, collana Oscar Draghi, 2022.
- Dune: Red Plague, 2016.
- Dune: The Waters of Kanly, 2017.

I primi cinque racconti elencati sono contenuti nell'antologia The Road To Dune, 2005, compreso Sea Child apparso su rivista l'anno successivo. L'antologia manca degli ultimi quattro racconti perché scritti successivamente alla sua comparsa, e contiene inoltre anche il racconto Spice Planet, mai presentato prima e che è basato su una versione alternativa della saga di Dune. In aggiunta è presente anche il racconto di Frank Herbert che dà il titolo al volume, già apparso nell'antologia La Strada per Dune (Eye, 1985). Una seconda antologia di Brian Herbert e Kevin J. Anderson è comparsa nel 2011, Tales of Dune, e contiene sia Sea Child, racconto già comparso nella precedente antologia, che i successivi due racconti della lista (Treasure in the Sand e Wedding Silk). Gli ultimi due racconti, Red Plague e The Waters of Kanly, sono apparsi solo su rivista e non ancora inclusi in alcuna antologia.

### Saggistica
- The Dune Encyclopedia, Berkley Books, 1984. Dizionario enciclopedico in singolo volume costituito di voci estrapolate dalle note di Herbert redatte da Willis E. McNelly e altri 42 contributori. L'opera fu pubblicata in paperback nel 1984 e non più ristampata. È abbastanza coerente con i romanzi della serie fino a L'imperatore-dio di Dune, mentre nei romanzi successivi Frank Herbert ha comunque pubblicato svariati dettagli che entrano in palese contraddizione con diverse voci dell'enciclopedia. È successivamente stato dichiarato un testo non canonico da Brian Herbert, Kevin J. Anderson e dallo stesso McNelly.[6]
- Dreamer of Dune: The Biography of Frank Herbert, Tor Books, 2003, è un tributo bio-bibliografico dedicato a Frank Herbert e scritto dal figlio, Brian Herbert. Il titolo valse una candidatura a Brian Herbert per un probabile Premio Hugo.

### Altri media

#### Cinema e TV
- Dune: film di David Lynch tratto dal primo romanzo Dune
- Dune - Il destino dell'universo: miniserie TV in tre parti tratta da Dune
- I figli di Dune: miniserie per la televisione tratta dai romanzi Messia di Dune e I figli di Dune.
- Jodorowsky's Dune: documentario di Frank Pavich che racconta il tentativo del registra cileno Jodorowsky di adattare il romanzo al grande schermo.[7]
- Dune: film di Denis Villeneuve tratto dalla prima metà del primo romanzo Dune
- Dune - Parte due: film di Denis Villeneuve tratto dalla seconda metà del primo romanzo Dune
- Dune: Prophecy: serie TV tratta dalle vicende post Jihad Butleriano

#### Videogiochi
Numerosi videogiochi sono basati sul ciclo di Frank Herbert:
- Dune (Cryo Interactive, 1992). Un mix di avventura e strategia.
- Dune II (Westwood Studios, 1992). Considerato il capostipite del genere strategia in tempo reale (RTS).
- Dune 2000 (Westwood Studios, 1998). Remake di Dune 2, con migliorie grafiche (basato sullo stesso motore grafico di Command & Conquer).
- Emperor: Battle for Dune (Westwood Studios, 2001). Uno dei primi RTS dotati di motore 3D.
- Frank Herbert's Dune (Cryo Interactive, 2001). Gioco d'azione 3D (fu un disastro commerciale e contribuì al fallimento della Cryo).
- Dune: Spice Wars (Shiro Games, 2023). Gioco di strategia 4X.

#### Gioco da tavolo
Il gioco da tavolo di strategia fu edito nel 1979 dalla Avalon Hill. È l'unico basato ufficialmente su Dune: dopo di esso il figlio di Frank Herbert, Brian Herbert, non concesse la licenza per nessun altro prodotto.
Dune: Imperium è un gioco da tavolo di strategia edito nel 2020 dalla Dire Wolf, e portato in Italia dalla Asmodee. Il gioco riprende i personaggi e l'aspetto artistico del film Dune del 2021 di Denis Villeneuve.

#### Gioco di Ruolo
Il gioco di ruolo di Dune è edito dalla Modiphius Entertainment, ed utilizza il loro sistema 2d20.
L'edizione italiana è curata dalla Need Games.

## Elenco dei romanzi in ordine cronologico degli avvenimenti
- La Jihad Butleriana
- La crociata delle macchine
- La Battaglia di Corrino
- Sorellanza di Dune
- Mentat di Dune
- Navigatori di Dune
- Casa Atreides
- Casa Harkonnen
- Casa Corrino
- Il duca di Caladan
- La lady di Caladan
- L’erede di Caladan
- La Principessa di Dune
- Dune
- Paul of Dune
- Messia di Dune
- I venti di Dune
- I figli di Dune
- L'imperatore-dio di Dune
- Gli eretici di Dune
- La rifondazione di Dune
- I cacciatori di Dune
- I vermi della sabbia di Dune

## Influenze
L'opera fu influenzata da La Filosofia Perenne (1945) di Aldous Huxley che aveva teorizzato l'esistenza di una «mistica trasversale», di una «realtà divina consustanziale al mondo delle cose, delle vite e delle menti» e di un'anima intesa come  «qualcosa di simile alla Realtà divina o addirittura di identico ad essa», quale tratto comune a cristianesimo, islam, zoroastrismo, buddhismo, taoismo e induismo.

## Influenza culturale
Dune, e in generale l'intera serie di Herbert, hanno influenzato profondamente l'immaginario fantascientifico, a partire da Guerre stellari. Il primo romanzo detiene il record di vendite nell'ambito del genere fantascientifico, con oltre 12 milioni di copie; nel 1975 in un sondaggio i lettori della rivista Locus lo elessero il migliore romanzo fantascientifico.
Le planitiae di Titano portano i nomi di pianeti del ciclo di Dune.

### Musica
I Blind Guardian hanno scritto una canzone sull'universo di Dune, Traveler in Time, nel loro album Tales from the Twilight World.
Gli Iron Maiden hanno scritto una canzone su Paul Muad'dib. Inizialmente volevano intitolarla Dune, ma alla richiesta di autorizzazione Frank Herbert negò loro i diritti di uso sul nome; decisero quindi di intitolarla To Tame a Land, titolo con cui risulta presente nel loro album Piece of Mind.
Il tastierista David Matthews incide nel 1977 l’LP Dune il cui lato A è interamente ispirato al romanzo di Herbert in stile funk-fusion.
La cantante e musicista sperimentale Grimes, ispira il suo intero album di esordio Geidi Primes, pubblicato nel 2010 dalla Arbutus Records, alla serie di romanzi.
Il supergruppo Star One dedica a Dune il brano Sandrider dell'album del 2002 Space Metal.
I Dvne sono una band progressive metal scozzese il cui nome rimanda chiaramente al ciclo di romanzi scritto da Frank Herbert. Nonostante il nome, il gruppo tratta sì tematiche fantascientifiche ma non collegate unicamente ai romanzi del Ciclo di Dune.